# Mab (Mond)
Mab (auch Uranus XXVI) ist der dreizehntinnerste und einer der kleineren der 28 bekannten Monde des Planeten Uranus.

## Entdeckung und Benennung
Mab wurde am 25. August 2003 von den Astronomen Mark R. Showalter und Jack J. Lissauer mittels des Hubble-Weltraumteleskops entdeckt. Er war damit der erste Mond im Sonnensystem, dessen Entdeckung mit diesem Teleskop gelang. Der Mond wurde darauf auf alten Fotos der Voyager-2-Sonde gesichtet. Die Entdeckung wurde am 25. September 2003 von der Internationalen Astronomischen Union (IAU) bekanntgegeben; der Mond erhielt zunächst die vorläufige Bezeichnung S/2003 U 1.
Am 29. Dezember 2005 hat der Mond dann den offiziellen Namen Mab erhalten, nach einer in Shakespeares Romeo und Julia erwähnten Queen Mab, der Hebamme der Feenköniginnen. Die Figur entstammt der englischen Folklore aus dem 17. Jahrhundert. Sie wurde wahrscheinlich durch Medb, die legendäre Königin von Connacht, inspiriert.
Alle Monde des Uranus sind nach Figuren von Shakespeare oder Alexander Pope benannt. Die ersten vier entdeckten Uranusmonde (Oberon, Titania, Ariel, Umbriel) wurden nach Vorschlägen von John Herschel, dem Sohn des Uranus-Entdeckers Wilhelm Herschel, benannt. Später wurde die Tradition der Namensgebung beibehalten. Die vorläufige Bezeichnung S/2003 U 1 entspricht der Systematik der IAU.

## Bahneigenschaften

### Umlaufbahn
Mab umkreist Uranus auf einer prograden, fast perfekt kreisförmigen Umlaufbahn in einem mittleren Abstand von rund 97.736 km (ca. 3,8 Uranusradien) von dessen Zentrum, also rund 72.200 km über dessen Wolkenobergrenze. Die Bahnexzentrizität beträgt 0,0025, die Bahn ist 0,13° gegenüber dem Äquator von Uranus geneigt.
Die Umlaufbahn des nächstinneren Mondes Puck ist im Mittel 11.700 km von Mabs Orbit entfernt, die des nächstäußeren Mondes Miranda 31.700 km. Mab ist der äußerste der Gruppe der inneren 13 regulären kleinen Monde von Uranus, wobei er mit Puck zusammen eine eigene Untergruppe bildet.
Mab befindet sich inmitten des μ (My)-Staubringes, von deren Innen- und Außenkante er etwa 11.700 km bzw. 5.200 km entfernt ist. Der hellste und dichteste Teil dieses äußersten Uranus-Ringes fällt fast exakt mit der Umlaufbahn des Mondes zusammen und ist mutmaßlich die Quelle der Ringpartikel.
Mab umläuft Uranus in 22 Stunden und 9 Minuten.

## Physikalische Eigenschaften

### Größe
Mab hat einen Durchmesser von geschätzten 24 km. Die Albedo wird mit 0,103 angegeben (d. h., 10 % des eingestrahlten Sonnenlichts werden von der Oberfläche reflektiert; er ist damit ein relativ dunkler Himmelskörper).

### Oberfläche
Die Oberfläche des Mondes zeigt sich stark verkratert. Die Quelle des starken Beschusses ist nicht bekannt, doch es wird vermutet, dass ein oder zwei Nachbarmonde dafür verantwortlich sind. Mab scheint die Quelle des μ (My)-Staubringes zu sein, wofür er die optimale Größe besitzen würde. Massereichere Monde würden den Staub wieder aufsammeln, während weniger massereiche zu klein wären, einen solchen Ring durch Kollisionen oder Mikrometeoriteneinschläge zu speisen. Es wurden keine Staubringe um Perdita und Cupid gefunden, was womöglich auf den Mond Belinda zurückzuführen ist, der die Lebensdauer des durch diese Monde produzierten Staubes begrenzt.

### Innerer Aufbau
Seine mittlere Dichte ist mit 1,3 g/cm3 deutlich geringer als die Dichte der Erde und weist darauf hin, dass der Mond überwiegend aus Wassereis aufgebaut ist. An seiner Oberfläche beträgt die Schwerebeschleunigung 0,004 m/s2, dies entspricht etwa 0,4 ‰ der irdischen.